# Anne Koedt
Anne Koedt (ur. 1939 w Danii) – amerykańska feministka, jedna z liderek feminizmu radykalnego w latach 60. i 70. XX wieku, autorka eseju The Myth of Vaginal Orgasm, jedna z założycielek organizacji feministycznej New York Radical Women (1967). Koedt krytykowała koncepcje Sigmunda Freuda głoszącą, że orgazm łechtaczkowy jest przejawem niedojrzałości i kobiecej oziębłości. Uważała, że koncepcja, iż dominującą formą kobiecego orgazmu jest orgazm pochwowy służy utrzymaniu podległej roli kobiet w społeczeństwie.

## Teksty
- The Myth of Vaginal Orgasm (1968)
- Lesbianism and Feminism (1971)